# Juan José Casilari y González
Juan José Casilari y González (Guayaquil, 1786 - Ibídem, 30 de octubre de 1842) fue un político ecuatoriano, prócer de las acciones libertarias del 9 de octubre de 1820.

## Biografía
Fue hijo del español nacido en Benencia La Coruña Juan José de Casilari y de la guayaquileña María Ignacia González y Vargas. Era hermano del también prócer de la independencia Miguel de Casilari y González. Siendo Regidor del cabildo desde septiembre de 1820 vivió los eventos de la revolución de octubre, jurando y firmando el acta de independencia. Una vez consolidada la independencia fue miembro del colegio Electoral, celebrado el 11 de noviembre del mismo año. En 1821 fue designado Miembro de la junta conservadora de la Vacuna por el cabildo de Guayaquil. Perteneció al grupo de guayaquileños que querían mantener la independencia de la Provincia de Guayaquil con respecto a Colombia y Perú. Establecida la República del Ecuador, representó a Guayaquil como diputado en  el Congreso de 1835 que redacto la primera Constitución de la República del Ecuador y estuvo entre los defensores de la autonomía departamental.
Falleció en su ciudad natal el 30 de octubre de 1842, en época en que la ciudad de Guayaquil estaba siendo afectada por la epidemia de fiebre amarilla. Uno de sus descendientes fue héroe de la célebre Batalla de Jambelí.

## Cargos ocupados
- Regidor del Cabildo 1820.
- Diputado por Guayaquil en 1835.[9]